# Ning Yuqing
Ning Yuqing (宁宇清,  Níng Yǔqīng, * 9. Mai 1994 in Nanjing) ist ein chinesischer Tennisspieler.

## Karriere
Ning Yuqing spielt hauptsächlich auf der ATP Challenger Tour und der ITF Future Tour.
Sein Debüt auf der ATP World Tour gab er im September 2014 bei den China Open, wo er mit Liu Siyu im Doppel antrat, jedoch bereits in der Auftaktrunde gegen Julien Benneteau und Vasek Pospisil klar in zwei Sätzen verlor.